# Szropy-Niziny
Szropy-Niziny – wieś w Polsce w województwie pomorskim, w powiecie sztumskim, w gminie Stary Targ. Miejscowość jest siedzibą sołectwa Szropy-Niziny.

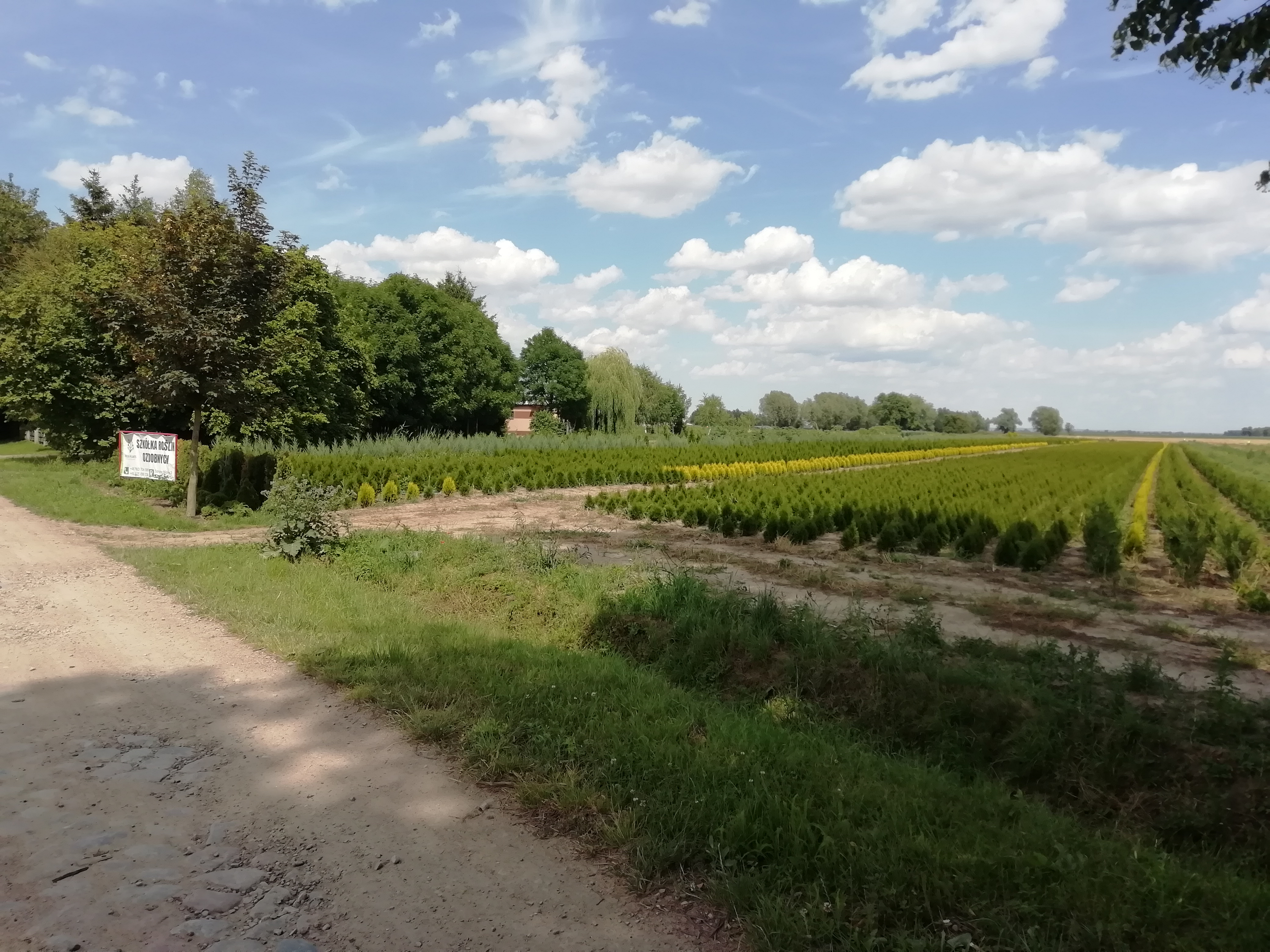
Szkółka roślin ozdobnych w Szropach-Nizinach

W XIX wieku osada należała do Szrop. Jej układ przestrzenny jest nieregularny. Zachowały się niektóre budynki z końca XIX oraz I połowy XX wieku.
W latach 1945–1975 miejscowość administracyjnie należała do województwa gdańskiego, a w latach 1975–1998 do województwa elbląskiego.